# Andrej Miklavc
Andrej Miklavc (né le 5 juin 1970) est un skieur alpin slovène.

## Coupe du Monde
- Meilleur classement final: 24e en 1996.
- 1 victoire en Slalom.

### Saison par saison
- Coupe du Monde 1996:
  - Slalom : 1 victoire (Park City (États-Unis)).

### Arlberg-Kandahar
- Meilleur résultat : 17e place dans le slalom 1994 à Chamonix